# Mustapha Hadji
Mustapha Hadji (in arabo مصطفى حاجي‎?; Tiznit, 16 novembre 1974) è un ex calciatore marocchino. 
Vincitore del Pallone d'oro africano nel 1998, ha un fratello minore, Youssouf Hadji, anch'egli calciatore professionista.

## Carriera
La famiglia di Hadji è Amazigh. Soprannominato Mous, durante la sua infanzia emigrò in Francia, dove abitò dapprima a Saint-Étienne, poi a Montceau-les-Mines ed infine a Creutzwald, in Lorena, dove Mustapha iniziò a giocare a calcio. Firmò il suo primo contratto con l'AS Nancy, club con il quale fece il suo debutto nella massima divisione francese nel 1992 nel ruolo di centrocampista. In quegli anni fu offerto ad Hadji un posto nella Nazionale di calcio francese, ma il giocatore preferì giocare per quella del Marocco.
Nel 1996 Hadji fu acquistato dallo Sporting Lisbona, quindi dal Deportivo La Coruña. Ai Mondiali di calcio del 1998 Hadji si mise in luce sulla scena internazionale, specialmente grazie ad un gol segnato contro la Norvegia; sempre nel 1998 fu premiato come Calciatore africano dell'anno. L'anno successivo firmò un contratto da 5,5 milioni di dollari con la squadra inglese del Coventry City. Dopo la retrocessione del Coventry nel 2001, giocò per l'Aston Villa.
Fu ceduto dalla squadra inglese nel 2004 al Espanyol, nella seconda metà dell'anno si trasferì al club degli Emirati Arabi Uniti Al-Ain Sports and Cultural Club dove disputò una stagione prima di firmare nel 2005 un contratto con la squadra tedesca del Saarbrücken. Dopo la scadenza del contratto, vestì la maglia del Cercle Sportif Fola Esch, nella BGL Ligue lussemburghese. Nel 2010 si ritira dal calcio giocato.

## Palmarès

### Club

#### Competizioni nazionali
- Coppa del Presidente degli Emirati Arabi Uniti: 1

Al-Ain: 2004-2005
- UAE Vice-President Cup: 1

Al-Ain: 2004-2005

#### Competizioni internazionali
- Coppa Intertoto UEFA: 1

Aston Villa: 2001

### Individuale
- Calciatore africano dell'anno: 1

1998